# 蒙高生
蒙高生（1950年1月1日—2014年3月8日），陕西大荔人。中华人民共和国书画家。
早年从事书法绘画，尤擅行书和草书。担任中国书法艺术家协会副主席、中国文学艺术家联合协会副主席、中国民族文化研究院副院长。2014年，以团长身份率领中国艺术代表团去马来西亚吉隆坡举办交流会，3月8日返航时，因马来西亚航空370号班机事故遇难。